# Contea di Hepu
La contea di Hepu (合浦县S, HépǔP) è una contea della Cina, situata nella regione autonoma di Guangxi e amministrata dalla prefettura di Beihai.